# T.J. Rivera
Thomas Javier Rivera (New York, 27 ottobre 1988) è un giocatore di baseball statunitense, interno per i Philadelphia Phillies della Major League Baseball.

## Carriera

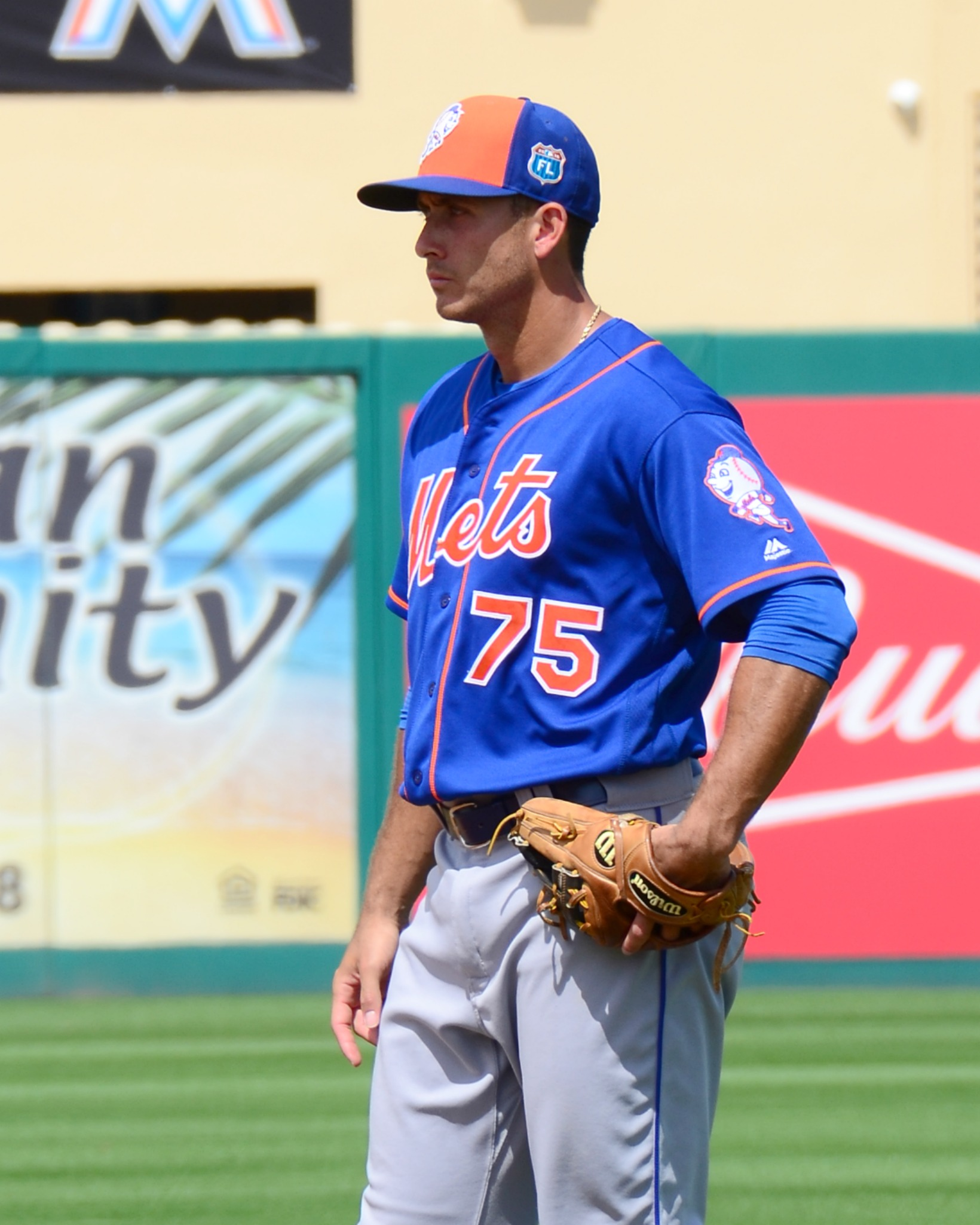
Rivera durante lo spring training 2016

### Inizi e Minor League (MiLB)
Rivera frequentò la Lehman High School nel Bronx di New York, suo distretto natale, e terminati gli studi superiori si iscrisse alla Troy University di Troy, Alabama. 
Firmò come free agent amatoriale con i Mets il 12 giugno 2011. Nello stesso anno giocò con 2 squadre differenti, nella classe Rookie e nella classe A-breve, finendo con .301 alla battuta, .349 in base, un fuoricampo, 19 RBI, 3 basi rubate e 23 punti in 42 partite (136 AB). Nel 2012 giocò nella classe A e nella classe A-avanzata, terminando con .320 alla battuta, .372 in bse, 9 fuoricampo, 66 RBI, 11 basi rubate e 73 punti in 128 partite (516 AB).
Nel 2013 giocò l'intera stagione nella classe A-avanzata con i St. Lucie Mets della Florida State League "FSL" finendo con .289 alla battuta, .348 in base, 2 fuoricampo, 51 RBI, 6 basi rubate e 76 punti in 125 partite (502 AB). Il 16 marzo 2014 venne inserito nel roster dei Mets, per essere protetto dal Rule 5 Draft. Giocò nella A-avanzata e nella Doppia-A, finendo con .349 alla battuta, 388 in base, 5 fuoricampo, 75 RBI, 3 basi rubate e 70 punti in 115 partite (453 AB).
Il 16 marzo 2015 venne nuovamente inserito nel roster per essere protetto dal Rule 5 Draft. Militò nella Doppia-A e nella Tripla-A e finì la stagione con .325 alla battuta, .364 in base, 7 fuoricampo, 48 RBI, una base rubata e 63 punti in 110 partite (403 AB). Il 17 febbraio 2016 venne convocato per giocare con i Mets nella pre-stagione. Giocò a livello AAA con i Las Vegas 51s della Pacific Coast League "PCL" finendo con .353 alla battuta, 393 in base, 11 fuoricampo, 85 RBI, 3 basi rubate e 67 punti in 105 partite (405 AB).

### Major League (MLB)
Rivera venne convocato in 1ª squadra dai Mets il 10 agosto 2016, debuttando nella MLB lo stesso giorno al Citi Field di New York contro gli Arizona Diamondbacks. Venne schierato come terza base e durante il suo quarto turno di battuta colpì la sua prima valida.
Il 19 agosto venne opzionato nei 51s, il 23 dello stesso mese venne richiamato per poi esser nuovamente rimandato in MiLB il 26. Il giorno seguente venne reinserito nei Mets, ma dopo soli 2 giorni venne nuovamente opzionato ai 51s. Il 6 settembre venne reinserito in prima squadra.
Il 13 settembre, nella parte alta del 10° inning di una partita contro i Nationals, Rivera realizzò il suo primo fuoricampo portando in vantaggio la squadra, che vinse dopo che gli avversari fallirono la rimonta nella fase d'attacco successiva.
Chiuse la stagione con .333 alla battuta, .345 in base, 3 fuoricampo, 16 RBI, nessuna base rubata e 10 punti in 33 partite (105 AB), battendo con una distanza media in lunghezza di 214,61 piedi e 31,31 piedi in altezza. Concluse la stagione con 33 disputate nella MLB e 105 giocate nella Tripla-A.
Il 14 aprile 2017 venne opzionato ai 51s nelle Minor. Il 21 aprile venne richiamato in MLB, ma il 28 luglio si infortunò, venne inserito nella lista degli infortunati e a fine stagione si dovette sottoporsi alla Tommy John surgery. Partecipò durante la stagione a 73 partite di MLB e a 5 di Tripla-A.
Passò la stagione 2018 in riabilitazione nella minor league, partecipando a solo 6 incontri in tutta la stagione.
Ancora dolorante durante lo spring training 2019, venne svincolato dalla franchigia il 9 marzo 2019.

### Leghe indipendenti e ritorno alla Minor League
Il 6 luglio 2019, Rivera firmò con i Long Island Ducks della Atlantic League of Professional Baseball. Il 4 agosto, tornò nella MLB firmando con i Washington Nationals, con cui giocò 15 partite nella Doppia-A.
Il 13 dicembre 2019, Rivera firmò un contratto con i Philadelphia Phillies, che lo svincolarono il 29 maggio 2020, prima dell'inizio della stagione regolare.
Rivera firmò il 10 maggio 2021, un nuovo contratto con i Long Island Ducks della ALPB, tuttavia, il 14 maggio 2021, prima di iniziare la stagione, firmò un contratto di minor league con i Pittsburgh Pirates. Il 7 agosto 2021, i Pirates scambiarono Rivera con i Philadelphia Phillies.

## Nazionale
Rivera è di origini portoricane. Ha partecipato con la Nazionale di baseball di Porto Rico al World Baseball Classic 2017 nel ruolo di prima base, ottenendo infine la medaglia d'argento.

## Palmarès

### Nazionale
- World Baseball Classic:  Medaglia d'Argento

Team Porto Rico: 2017

### Individuale

#### Minor League
- (3) MiLB.com Organization All-Star (2012, 2014, 2016)
- (1) Mid-Season All-Star della Pacific Coast League "PCL" (2016)
- (2) Giocatore della settimana della PCL (22 maggio 2016, 7 agosto 2016)
- (1) MiLB.com giocatore del mese della PCL (maggio 2016)
- (2) Mid-Season All-Star della Florida State League "FSL" (2013, 2014)
- (1) Post-Season All-Star della FSL (2013)
- (1) Giocatore della settimana della Eastern League "SAL" (30 aprile 2012)
- (1) Mid-Season All-Star della SAL (2012)
- (1) Rookie dell'anno della Puerto Rican Winter League "PWL" (2014).